# Cymarine
La cymarine, cymarinoside ou k-strophanthine-α, est un composé organique de formule C30H44O9. C'est un hétéroside d'un cardénolide la strophanthine, faisant partie des glycosides cardiotoniques. On le trouve en particulier dans les plantes du genre Apocynum (famille des Apocynaceae), notamment Apocynum cannabinum et Apocynum venetum.